# Стерлінг Альбіон
«Стерлінг Альбіон» (англ. Stirling Albion) — професійний шотландський футбольний клуб з міста Стерлінг. Виступає у шотландській Першій лізі як член Шотландської професійної футбольної ліги. Домашні матчі проводить на стадіоні «Форсбенк», який вміщує 3 808 глядачів.

## Короткі відомості
«Стерлінг Альбіон» був заснований в 1945 році після розпаду футбольного клубу «Кінґс Парк» по закінченню Другої світової війни. Найвищим досягненням клубу є 12-те місце у вищому дивізіоні в сезоні 1958-59. А єдиним великим успіхом команди є перемога вдругому дивізіоні Шотландії, що трапилася в сезоні 1964-65. До недавніх пір «Стерлінг Альбіон» виступав у останньому в ШФЛ Третьому дивізіоні, утвореному в 1975 році.